# Andere Stimmen, andere Räume
Andere Stimmen, andere Räume (Other Voices, Other Rooms) ist ein Roman von Truman Capote, der der Southern Gothic zugerechnet wird, einer Untergattung der US-amerikanischen Schauerliteratur. Die Erstausgabe erschien im Januar 1948 im Verlag Random House und gelangte sofort auf Platz 9 der Bestsellerliste der New York Times, wo das Buch neun Wochen blieb.
Der Roman zeichnet sich durch eine Atmosphäre der Isolation und Dekadenz aus. Es ist Capotes erster veröffentlichter Roman und – wie er 1967 bemerkte – „weitgehend autobiographisch“.

## Entstehung
Die Inspiration zu dem Roman verdankte Truman Capote einem Waldspaziergang, den er im Dezember 1945 in Monroeville, Alabama unternahm. Daraufhin legte er das Manuskript seines Romans Sommerdiebe sofort beiseite und begann mit der Arbeit an dem neuen Werk. Nachdem er Alabama verlassen hatte, arbeitete er an dem Manuskript in New Orleans weiter. Durch Vermittlung der Schriftstellerin Carson McCullers schloss er am 22. Oktober 1945 einen Vertrag mit Random House, der einen Vorschuss von 1.200 Dollar vorsah.
Der größte Teil des Buches entstand in der Künstlerkolonie Yaddo in Saratoga Springs, New York, wo er dank der Vermittlung von Carson McCullers elf Wochen ungestört arbeiten konnte – vom 1. Mai bis 17. Juli 1946. Dort begann er eine Affäre mit dem Literaturkritiker Newton Arvin, der in Yaddo an seiner Biographie über Herman Melville arbeitete.
Capote vollendete den Roman schließlich 1947 in einem Ferienhaus auf der Insel Nantucket, Massachusetts, das er für sich und Newton Arvin gemietet hatte. Er traf dort am 10. Juni ein und vollendete das Buch am 11. August.

## Handlung
Nach dem Tod seiner Mutter wird der 13-jährige Joel Harrison Knox, ein einsamer, feminin wirkender Junge aus New Orleans, zu seinem Vater Edward R. Sansom geschickt, der ihn bei seiner Geburt verlassen hatte. Er reist nach Noon City, das letzte Stück auf einem Lastwagen, und erreicht schließlich Skully's Landing, ein riesiges zerfallendes Herrenhaus auf einer isolierten Plantage in Mississippi. Joel trifft dort auf seine missmutige Stiefmutter Amy Skully, deren Cousin Randolph – einen schwulen, narzisstischen Dandy – und das junge afroamerikanische Dienstmädchen Zoo, in das er sich verliebt. Nach einigen Tagen befreundet er sich insbesondere mit dem trotzigen Mädchen Idabel Thompkins, einem Tomboy.
Trotz Joels Fragen bleibt der Verbleib seines Vaters ein Rätsel. Als er ihn endlich sehen darf, stellt sich heraus, dass er stumm ist und vollständig gelähmt. Er war von Randolph irrtümlich angeschossen worden und infolgedessen eine Treppe heruntergestürzt.
Nach dem Tod ihres Großvaters, des über hundertjährigen Jesus Fever, verlässt Zoo das Anwesen, um nach Washington zu gehen. 
Joel ist sehr enttäuscht, sucht Idabel und flieht mit ihr zu einem Rummelplatz. Dort trifft er eine zwergwüchsige Frau. Auf einem Riesenrad versucht die Frau, Joel sexuell zu berühren, wird aber von ihm zurückgewiesen. Während eines Sturms, auf der Suche nach Idabel, zieht sich Joel eine Lungenentzündung zu und kehrt schließlich in das Landing zurück, wo ihn Randolph gesund pflegt.

## Figuren
- Joel Harrison Knox: Der 13-jährige Protagonist der Geschichte, ein Halbwaise, der als Selbstporträt von Truman Capote gesehen wird, der selbst schmächtig war und wie die Figur bunte Lügengeschichten erzählen konnte.[4]
- Mr. Edward R. Sansom: Joels gelähmter Vater, ein früherer Boxmanager.
- Miss Amy Skully: Joels Stiefmutter, die Ende vierzig ist. Sie wird als klein und scharfzüngig beschrieben. Miss Amys Charakter ist dem von Truman Capotes älterer Cousine Callie Faulk nachempfunden.[5] Auch Capotes Großmutter Mabel Knox, die an ihrer linken Hand immer einen Handschuh trug und sich als „Südstaaten-Aristokratin“ verstand, soll Patin für die Figur gestanden haben.[6]
- Randolph: Miss Amys Cousin und der Besitzer von Skully's Landing. Randolph, etwa Mitte dreißig, ist narzisstisch, relativ offen homosexuell und bereits weit gereist. Die Figur hat leichte Anklänge an Capotes Cousin Bud Faulk, einen wahrscheinlich schwulen Junggesellen, den Capote in seiner Jugend als Vorbild  empfand.[7]
- Idabel Thompkins: Ein Tomboy, d. h. ein burschikoses Mädchen aus der Nachbarschaft, das Freundschaft mit Joel schließt. Sie ist eine übertriebene Darstellung von Capotes Kindheitsfreundin Harper Lee – die später in ihrem berühmten Roman Wer die Nachtigall stört Capote als Nachbarsjungen Dill verarbeitete.[5]
- Florabel Thompkins: Idabels Schwester, im Gegensatz zu ihr feminin und zimperlich wirkend.
- Jesus Fever: Ein hundertjähriger Diener auf Skully's Landing, der noch die Zeit der Sklaverei erlebte.
- Missouri Fever (Zoo): Die Enkelin von Jesus, die etwa Mitte zwanzig ist. Mit einem Schal verdeckt sie vernarbte Wunden, die ihr einst von einem Mann zugefügt wurden. Missouri Fevers Charakter basiert auf einer Köchin, die in dem Haus von Capotes Familie in Alabama angestellt war.[8]
- Pepe Alvarez: Ein aus Lateinamerika kommender Boxer, den Randolph obsessiv geliebt hat.
- Ellen Kendall: Joels freundliche Tante in New Orleans, die ihn zu seinem Vater geschickt hat.
- Little Sunshine: Ein kleiner, hässlich aussehender Afroamerikaner, der in dem zerfallenen Cloud Hotel Unterschlupf gefunden hat.
- Miss Wisteria: Eine blonde, kleinwüchsige Frau, die bei einem durch Noon City ziehenden Jahrmarkt ist und sich mit Joel und Idabel anfreundet.

## Deutsche Ausgaben (Auswahl)
- Andere Stimmen, andere Räume. Roman. Neu übertragen von Hansi Bochow-Blüthgen, Berlin, Darmstadt, Wien: Deutsche Buch-Gemeinschaft, 1964, 191 Seiten
- Andere Stimmen, andere Räume. Roman. Übersetzt von Heidi Zerning, Zürich: Kein & Aber, 2006